# Nati nel 1929/Giugno
| Questa pagina contiene informazioni ricavate automaticamente dalle voci biografiche con l'ausilio del template Bio e di un bot. L'aggiornamento è periodico e automatico e ricostruisce completamente la pagina. Se manca una persona in questa lista, sei pregato di non aggiungerla, ma accertati piuttosto che la sua voce biografica contenga il template Bio e che i dati anagrafici siano correttamente compilati. Se il template Bio manca, inseriscilo tu stesso o, in alternativa, metti l'avviso {{tmp\|Bio}} che ne segnala la mancanza. Se i dati riportati sono sbagliati, correggi direttamente la voce biografica; le modifiche saranno visibili in questa lista entro pochi giorni. Per chiarimenti vedi il progetto biografie. La lista contiene solo le 162 persone che sono citate nell'enciclopedia e per le quali è stato implementato correttamente il template Bio. Pagina aggiornata al 10 ago 2025. |

- 1º giugno - Guido Carandini, saggista, economista e politico italiano († 2019)
- 1º giugno - Gregorio Di Lauro, attore italiano († 2012)
- 1º giugno - Luigi Mazzei, politico italiano († 2015)
- 1º giugno - Nargis, attrice indiana († 1981)
- 2 giugno - Sergio Cuminetti, politico e imprenditore italiano († 1997)
- 2 giugno - Ken McGregor, tennista australiano († 2007)
- 2 giugno - Walter Schuster, sciatore alpino austriaco († 2018)
- 2 giugno - Jean Van Steen, calciatore belga († 2013)
- 2 giugno - Juan Evangelista Venegas, pugile portoricano († 1987)
- 3 giugno - Werner Arber, biologo svizzero
- 3 giugno - Chuck Barris, conduttore televisivo, produttore televisivo e regista statunitense († 2017)
- 3 giugno - Jean Bouise, attore francese († 1989)
- 3 giugno - Dario Colombi, bobbista italiano († 2010)
- 3 giugno - Émile Guérinel, ciclista su strada francese († 2014)
- 3 giugno - Pietro Salvador, ex calciatore italiano
- 3 giugno - Vladimir Nikolaevič Skujbin, regista cinematografico sovietico († 1963)
- 3 giugno - Billy Williams, direttore della fotografia britannico († 2025)
- 4 giugno - Irene Anders, attrice statunitense († 1988)
- 4 giugno - Tranquillo Giustina, scrittore e poeta italiano († 2006)
- 4 giugno - Albert Jurgenson, montatore francese († 2002)
- 4 giugno - Karolos Papoulias, politico greco († 2021)
- 4 giugno - Günter Strack, attore tedesco († 1999)
- 4 giugno - Digby Wolfe, attore e insegnante inglese († 2012)
- 5 giugno - Gino Corradini, calciatore, allenatore di calcio e dirigente sportivo italiano († 1992)
- 6 giugno - Albert Kalonij, politico della Repubblica Democratica del Congo († 2015)
- 6 giugno - Oliver Penrose, fisico e matematico britannico
- 6 giugno - Jorge Villamil, compositore colombiano († 2010)
- 7 giugno - Mario Camilloni, calciatore e allenatore di calcio italiano († 2018)
- 7 giugno - Antonio Carbajal, calciatore e allenatore di calcio messicano († 2023)
- 7 giugno - Basri Dirimlili, calciatore e allenatore di calcio turco († 1997)
- 7 giugno - Manfred Kaiser, calciatore e allenatore di calcio tedesco orientale († 2017)
- 7 giugno - John Turner, politico canadese († 2020)
- 8 giugno - Viktor Josef Dammertz, vescovo cattolico tedesco († 2020)
- 8 giugno - Gastone Moschin, attore italiano († 2017)
- 8 giugno - Gastone Nordio, ex calciatore italiano
- 8 giugno - Serge Stauffer, fotografo e artista svizzero († 1989)
- 9 giugno - Johnny Ace, cantante e musicista statunitense († 1954)
- 9 giugno - Raymond Bellot, calciatore francese († 2019)
- 9 giugno - Tony Genato, cestista e allenatore di pallacanestro filippino († 2023)
- 10 giugno - Renata Bonfanti, artista e designer italiana († 2018)
- 10 giugno - Piergiorgio Bressani, politico italiano († 2022)
- 10 giugno - Harald Juhnke, attore, doppiatore e cantante tedesco († 2005)
- 10 giugno - James McDivitt, astronauta statunitense († 2022)
- 10 giugno - Grace Mirabella, giornalista statunitense († 2021)
- 10 giugno - Ettore Paganelli, politico italiano
- 10 giugno - Valentin Prokopov, pallanuotista sovietico
- 10 giugno - Giuseppe Tavormina, generale italiano († 2017)
- 10 giugno - Edward Osborne Wilson, biologo statunitense († 2021)
- 10 giugno - László Zarándi, velocista ungherese († 2023)
- 10 giugno - Ljudmila Georgievna Zykina, cantante russa († 2009)
- 11 giugno - Loris J. Bononi, farmacologo, scrittore e poeta italiano († 2012)
- 11 giugno - Astrid Lulling, politica lussemburghese
- 11 giugno - Lennie Niehaus, compositore e sassofonista statunitense († 2020)
- 12 giugno - Brigid Brophy, scrittrice e attivista britannica († 1995)
- 12 giugno - Alberto De Martino, regista e sceneggiatore italiano († 2015)
- 12 giugno - Jake Fendley, cestista statunitense († 2002)
- 12 giugno - Anna Frank, scrittrice tedesca († 1945)
- 12 giugno - Mario Pastorino, ceramista e scultore italiano († 2010)
- 12 giugno - Eva Pflug, attrice e doppiatrice tedesca († 2008)
- 12 giugno - Frank Rosenthal, dirigente d'azienda e conduttore televisivo statunitense († 2008)
- 12 giugno - Rutka Laskier, scrittrice polacca († 1943)
- 13 giugno - Harry Blanchard, pilota automobilistico statunitense († 1960)
- 13 giugno - John D'Agostino, disegnatore e fumettista italiano († 2010)
- 13 giugno - Kurt Equiluz, tenore austriaco († 2022)
- 13 giugno - Víctor Israel, attore spagnolo († 2009)
- 13 giugno - Ralph McQuarrie, artista e illustratore statunitense († 2012)
- 13 giugno - Antonio Nicolazzini, ex calciatore italiano
- 13 giugno - Antonino Rizzo, politico italiano († 2002)
- 13 giugno - Giovanni Rocca, velocista italiano († 2013)
- 13 giugno - Pier Giuliano Tiddia, arcivescovo cattolico italiano
- 13 giugno - Viktor Veselago, fisico sovietico († 2018)
- 14 giugno - Tonino Cervi, regista e produttore cinematografico italiano († 2002)
- 14 giugno - Cy Coleman, compositore, cantautore e pianista statunitense († 2004)
- 14 giugno - José Gea Escolano, vescovo cattolico spagnolo († 2017)
- 14 giugno - Lev Gor'kov, fisico sovietico († 2016)
- 14 giugno - Ivo Laghi, sindacalista, giornalista e scrittore italiano († 2006)
- 14 giugno - Bakshish Singh, hockeista su prato indiano († 1970)
- 15 giugno - Giorgio Albani, ciclista su strada e dirigente sportivo italiano († 2015)
- 15 giugno - Omar Borrás, allenatore di calcio uruguaiano († 2022)
- 15 giugno - Renato Izzo, attore, doppiatore e direttore del doppiaggio italiano († 2009)
- 15 giugno - Lotfi Mansouri, direttore artistico e regista teatrale iraniano († 2013)
- 15 giugno - Geoffrey Parsons, pianista australiano († 1995)
- 15 giugno - Mario Renosto, allenatore di calcio e calciatore italiano († 1988)
- 15 giugno - Giambattista Spampinato, drammaturgo italiano († 2016)
- 16 giugno - Ramon Bieri, attore statunitense († 2001)
- 16 giugno - Jimmy Bonthrone, allenatore di calcio e calciatore scozzese († 2008)
- 16 giugno - Augusto Fiorentini, sollevatore italiano († 2010)
- 16 giugno - Giuseppe Maria Pilo, storico dell'arte italiano († 2020)
- 16 giugno - Sabah IV al-Ahmad al-Jabir Al Sabah, sovrano kuwaitiano († 2020)
- 16 giugno - Edith Thallaug, attrice teatrale norvegese († 2020)
- 16 giugno - Gaetano Toscano, politico italiano († 2024)
- 17 giugno - Bud Collins, giornalista, conduttore televisivo e telecronista sportivo statunitense († 2016)
- 17 giugno - Tomislav Crnković, calciatore jugoslavo († 2009)
- 17 giugno - Kiki Håkansson, modella svedese († 2024)
- 17 giugno - Tigran Petrosjan, scacchista sovietico († 1984)
- 17 giugno - Franz Schelle, bobbista tedesco († 2017)
- 17 giugno - James Shigeta, attore statunitense († 2014)
- 18 giugno - Jörg Faerber, direttore d'orchestra tedesco († 2022)
- 18 giugno - Jürgen Habermas, filosofo, sociologo e politologo tedesco
- 18 giugno - Mike Kearns, cestista statunitense († 2009)
- 18 giugno - John Lucas, filosofo britannico († 2020)
- 18 giugno - Roque Marrapodi, calciatore argentino († 1993)
- 18 giugno - André Ricard Sala, designer e scrittore spagnolo
- 19 giugno - Maria Teresa Benedetti, critica d'arte e storica dell'arte italiana
- 19 giugno - Pietro Soddu, politico italiano
- 20 giugno - Bonnie Bartlett, attrice statunitense
- 20 giugno - Nino Cannata, fumettista e giornalista italiano († 2016)
- 20 giugno - Riccardo Di Corato, politico italiano († 2014)
- 20 giugno - Marcel Flückiger, calciatore svizzero († 2010)
- 20 giugno - Ingrid Haebler, pianista austriaca († 2023)
- 20 giugno - Edith Windsor, attivista statunitense († 2017)
- 21 giugno - Traugott Buhre, attore tedesco († 2009)
- 21 giugno - Chela Castro, attrice argentina († 2014)
- 21 giugno - Gilbert Garcin, fotografo francese († 2020)
- 21 giugno - Gottfried Gruben, archeologo tedesco († 2003)
- 21 giugno - Abd el-Halim Hafez, cantante e attore egiziano († 1977)
- 21 giugno - Lai Lam-kwong, cestista taiwanese († 2016)
- 21 giugno - Elda Tattoli, attrice italiana († 2005)
- 21 giugno - Ying Ruocheng, attore, traduttore e politico cinese († 2003)
- 22 giugno - Goodloe Byron, politico, militare e avvocato statunitense († 1978)
- 23 giugno - Bart Carlier, calciatore olandese († 2017)
- 23 giugno - June Carter Cash, cantautrice, musicista e attrice statunitense († 2003)
- 23 giugno - Mario Ghella, pistard e ciclista su strada italiano († 2020)
- 23 giugno - Claude Goretta, regista svizzero († 2019)
- 23 giugno - Ted Lapidus, stilista francese († 2008)
- 23 giugno - Henri Pousseur, compositore belga († 2009)
- 23 giugno - Jack Richardson, produttore discografico canadese († 2011)
- 24 giugno - Natalia Aspesi, giornalista, scrittrice e critica cinematografica italiana
- 24 giugno - Giorgio Bogi, politico e medico italiano
- 24 giugno - Marisa Borroni, annunciatrice televisiva, conduttrice televisiva e attrice italiana
- 24 giugno - Carolyn Jean Spellmann Shoemaker, astronoma statunitense († 2021)
- 25 giugno - Luigi Bazzoni, regista e sceneggiatore italiano († 2012)
- 25 giugno - Eric Carle, scrittore e illustratore statunitense († 2021)
- 25 giugno - Bernhard Johansen, calciatore norvegese († 2006)
- 25 giugno - Francesco Marchisano, cardinale e arcivescovo cattolico italiano († 2014)
- 25 giugno - Helmut Seibt, pattinatore artistico su ghiaccio austriaco († 1992)
- 25 giugno - Lino Sentimenti, calciatore italiano († 2020)
- 26 giugno - June Bronhill, soprano australiano († 2005)
- 26 giugno - Milton Glaser, grafico, illustratore e insegnante statunitense († 2020)
- 26 giugno - Butch Martin, hockeista su ghiaccio canadese († 2023)
- 26 giugno - Karel Vašák, diplomatico e giurista ceco († 2015)
- 27 giugno - Stan Brown, cestista statunitense († 2009)
- 27 giugno - Maurice Noël Léon Couve de Murville, arcivescovo cattolico francese († 2007)
- 27 giugno - Dick the Bruiser, giocatore di football americano e wrestler statunitense († 1991)
- 27 giugno - Don'o Donev, animatore, regista e artista bulgaro († 2007)
- 27 giugno - Peter Maas, giornalista e scrittore statunitense († 2001)
- 27 giugno - Giovanni Maggiò, imprenditore e dirigente sportivo italiano († 1987)
- 27 giugno - Péter Palotás, calciatore ungherese († 1967)
- 27 giugno - Pál Pók, pallanuotista ungherese († 1982)
- 28 giugno - Roger Antoine, cestista francese († 2003)
- 28 giugno - Stan Charlton, calciatore inglese († 2012)
- 28 giugno - Mario Marcolla, operaio e scrittore italiano († 2003)
- 29 giugno - Pat Crawford Brown, attrice statunitense († 2019)
- 29 giugno - Oriana Fallaci, giornalista e scrittrice italiana († 2006)
- 29 giugno - Fatima Zohra del Marocco, principessa marocchina († 2014)
- 29 giugno - Pete George, sollevatore statunitense († 2021)
- 29 giugno - Eberhard Jäckel, storico tedesco († 2017)
- 29 giugno - Andrea Karađorđević, principe serbo († 1990)
- 30 giugno - Alvaro Amarugi, imprenditore e dirigente sportivo italiano († 1988)
- 30 giugno - Angelo Jacomuzzi, scrittore e critico letterario italiano († 1995)
- 30 giugno - Othmar Mága, direttore d'orchestra tedesco († 2020)
- 30 giugno - Wally Ursuliak, giocatore di curling canadese († 2025)